# 22633 Fazio
22633 Fazio è un asteroide della fascia principale. Scoperto nel 1998, presenta un'orbita caratterizzata da un semiasse maggiore pari a 2,4242784 UA e da un'eccentricità di 0,1221960, inclinata di 3,04106° rispetto all'eclittica.